# Stypułki-Szymany (gromada)
Stypułki-Szymany (początkowo Stypułki Szymany, bez łącznika) – dawna gromada, czyli najmniejsza jednostka podziału terytorialnego Polskiej Rzeczypospolitej Ludowej w latach 1954–1972.
Gromady, z gromadzkimi radami narodowymi (GRN) jako organami władzy najniższego stopnia na wsi, funkcjonowały od reformy reorganizującej administrację wiejską przeprowadzonej jesienią 1954 do momentu ich zniesienia z dniem 1 stycznia 1973, tym samym wypierając organizację gminną w latach 1954–1972.
Gromadę Stypułki Szymany z siedzibą GRN w Stypułkach Szymanach utworzono – jako jedną z 8759 gromad – w powiecie wysokomazowieckim w woj. białostockim, na mocy uchwały nr 24/V WRN w Białymstoku z dnia 4 października 1954. W skład jednostki weszły obszary dotychczasowych gromad Stypułki Szymany, Leśniewo Niedźwiedź, Stypułki Borki, Stypułki Święchy, Stypułki Giemzino, Kłoski Młynowięta, Kłoski Świgonie, Mojki, Kierzki i Wnory Pażochy ze zniesionej gminy Kobylin w tymże powiecie. Dla gromady ustalono 11 członków gromadzkiej rady narodowej.
31 grudnia 1959 z gromady Stypułki-Szymany wyłączono wieś Wnory-Pażochy włączając ją do gromady Kulesze Kościelne, po czym gromadę Stypułki-Szymany zniesiono, włączając ją do nowo utworzonej gromady Piszczaty-Piotrowięta.